# Venac Mrežnički
Venac Mrežnički is een plaats in de gemeente Duga Resa in de Kroatische provincie Karlovac. De plaats telt 151 inwoners (2001).